# Болхёйс-Эйсвогел, Марьолейн
Мария Йоланда Каролине Гертруде (Марьолейн) Болхёйс-Эйсвогел (нидерл. Maria Yolande Caroline Gertrude (Marjolein) Bolhuis-Eijsvogel, 16 июня 1961, Харлем, Нидерланды) — нидерландская хоккеистка (хоккей на траве), нападающий. Олимпийская чемпионка 1984 года, бронзовый призёр летних Олимпийских игр 1988 года, двукратная чемпионка мира 1983 и 1986 годов, серебряный призёр чемпионата мира 1981 года, чемпионка Европы 1987 года.

## Биография
Марьолейн Эйсвогел родилась 16 июня 1961 года в нидерландском городе Харлем.
Играла в хоккей на траве за «Амстердамсе», где была капитаном команды. В её составе четырежды выигрывала чемпионат Нидерландов, трижды — Кубок европейских чемпионов. Также выступала за «Род-Вит», «Зандворт» и «Блумендал».
17 января 1980 года дебютировала в сборной Нидерландов, сыграв в Москве в товарищеском матче против сборной СССР (1:2).
В 1981 году в составе женской сборной Нидерландов завоевала серебряную медаль чемпионата мира в Буэнос-Айресе, в 1983 и 1986 годах — золотые медали чемпионатов мира в Куала-Лумпуре и Амстелвене.
В 1984 году вошла в состав женской сборной Нидерландов по хоккею на траве на летних Олимпийских играх в Лос-Анджелесе и завоевала золотую медаль. Играла на позиции нападающего, провела 5 матчей, забила 1 мяч в ворота сборной ФРГ.
В 1987 году стала победительницей чемпионата Европы в Лондоне, а также выиграла Трофей чемпионов в Амстелвене.
В 1988 году вошла в состав женской сборной Нидерландов по хоккею на траве на летних Олимпийских играх в Сеуле и завоевала бронзовую медаль. Играла на позиции нападающего, провела 5 матчей, забила 2 мяча (по одному в ворота сборных Австралии и Великобритании).
После Олимпиады за сборную не выступала.
В 1980—1988 годах провела за сборную Нидерландов 123 матча, забила 56 мячей. Была капитаном команды.
21 июня 2007 года вошла в совет Нидерландской федерации хоккея на траве. До 2016 года была комиссаром элитного женского хоккея, после чего стала почётным членом совета.

## Семья
Отец — Ханс Эйсвогел (1927—2019), нидерландский наездник, спортивный журналист.
Муж — Петер Болхёйс, тренер по хоккею на траве.